# Boiler room scam
Boiler room scam (zu deutsch: Heizungsraum-Betrug, hier eher mit "Händler-Raum" zu bezeichnen) stellt eine Form des Betruges dar. Die Betrüger sitzen meist gemeinsam in einem Büro mit Computern und Telefonanschlüssen und betreiben Kaltakquise. Sie versuchen, am Telefon Investoren zu finden, die bereit sind in die angebotenen Geldanlagen zu investieren. Die vermeintlichen Investmentberater haben ein professionelles Auftreten und setzen zahlreiche psychologische Tricks ein, um Zahlungen von den Anlegern zu bekommen. Dabei werden die angebotenen Investitionsobjekte als sehr lukrativ und sicher angepriesen. In Wirklichkeit gibt es jedoch meistens gar keine echten Wertpapiere und die Investoren verlieren ihr ganzes Geld.
In diesem Zusammenhang nutzt/nutzen der/die Täter Mittel aus dem Bereich des Social Engineering, um ihre Kundschaft/Opfer zu finden und zu ködern.
Aktuell tritt dieses System oftmals im Zusammenhang mit Kapitalanlagen im Bereich der Kryptowährung auf.

## Rechtslage
In den allermeisten Ländern sind boiler room scams rechtswidrig. Die Täter werden in der Regel wegen Betruges oder Anlagebetruges bestraft. In vielen Fällen sind die Betrüger aber nur schwer zu finden. Dennoch werden immer wieder Fälle bekannt, in denen die Strafverfolgungsbehörden bandenmäßig organisierte Betrüger festnehmen. So wurde im Jahre 2015 eine große Festnahme in Australien bekannt. Dabei hatten die Betrüger einen Gesamtschaden in Höhe von 470.000 AUD verursacht.

## Geschichte
Besonders in den USA sind boiler room scams bereits seit Jahrzehnten bekannt. Die ersten derartigen Betrugsfälle dort wurden bereits in den späten 1960er Jahren bekannt. Heutzutage gibt es in den USA durch die strengen Kontrollen der Behörden immer weniger solche Fälle. Die Betrüger sind in den letzten Jahren überwiegend im asiatischen Raum aktiv. Aber auch in Spanien wurde im Jahr 2014 eine internationale Betrügerbande zerschlagen.
Anfang 2020 machte ein Whistleblower die Praktiken der „Milton Group“ publik, einem Callcenter in Kiew, dessen Mitarbeiter in Kooperation mit einem Finanzdienstleister auf Zypern in der ganzen Welt aktiv waren.